# Al-Kafrajn
Al-Kafrajn (arab. الكفرين) – nieistniejąca już arabska wieś, która była położona w Dystrykcie Hajfy w Mandacie Palestyny. Wieś została wyludniona i zniszczona podczas wojny domowej w Mandacie Palestyny, po ataku sił żydowskiej Hagany w dniu 12 kwietnia 1948 roku.

## Położenie
Al-Kafrajn leżała w południowej części wzgórz Wyżyny Manassesa. Wieś była położona na wysokości 250 metrów n.p.m., w odległości 29 kilometrów na południowy wschód od miasta Hajfa. Według danych z 1945 roku do wsi należały ziemie o powierzchni 1088,2 ha. We wsi mieszkało wówczas 920 osób.
| Własność gruntów | Powierzchnia gruntów (ha) |
| ---------------- | ------------------------- |
| Arabowie         | 998,1                     |
| Żydzi            | -                         |
| publiczne        | 90,1                      |
| Razem            | 1088,2                    |

| Rodzaj użytkowanych gruntów | Arabowie (ha) |
| --------------------------- | ------------- |
| uprawy nawadniane           | 14,7          |
| uprawy zbóż                 | 991,1         |
| uprawy oliwek               | 3             |
| nieużytki                   | 80,6          |

## Historia
Nie jest znana data założenia wioski. Wiadomo, że w okresie wypraw krzyżowych tutejsza wieś była nazywana Caforana. W okresie panowania osmańskiego, w 1888 roku we wsi wybudowano szkołę podstawową dla chłopców. W wyniku I wojny światowej, w 1918 roku cała Palestyna przeszła pod panowanie Brytyjczyków, którzy utworzyli Mandat Palestyny. W okresie panowania Brytyjczyków Al-Kafrajn była dużą wsią. Posiadała ona własny meczet.

Przyjęta 29 listopada 1947 roku Rezolucja Zgromadzenia Ogólnego ONZ nr 181 zakładała podział Palestyny na dwa państwa: żydowskie i arabskie. Plan podziału przyznawał obszar wioski Al-Kafrajn państwu żydowskiemu. Żydzi zaakceptowali plan podziału, jednak Arabowie doprowadzili dzień później do wybuchu wojny domowej w Mandacie Palestyny. Od samego początku wojny wieś była wykorzystywana przez arabskie milicje, które sparaliżowały żydowską komunikację w regionie. W dniu 4 kwietnia 1948 roku siły Arabskiej Armii Wyzwoleńczej zaatakowały pobliski kibuc Miszmar ha-Emek, rozpoczynając dziesięciodniową bitwę o Miszmar ha-Emek. Żydzi po odparciu napaści, zdołali przejść do kontrataku i 12 kwietnia zdobyli Al-Kafrajn. Wysiedlono wówczas wszystkich jej mieszkańców, a następnie 19 kwietnia wyburzono domy .

## Miejsce obecnie
Teren wioski Al-Kafrajn pozostaje opuszczony, a jej pola uprawne zajęły tereny wojskowego poligonu. Palestyński historyk Walid Chalidi, tak opisał pozostałości wioski Al-Kafrajn: „Miejsce i jego okolica są podzielone pomiędzy wojskowy obóz szkoleniowy i pastwiska krów”.